# Peremoha (metropolitana di Charkiv)
La stazione di Peremoha (Перемога, ), in russo Pobeda (Победа), è una stazione della metropolitana di Charkiv, capolinea settentrionale della linea Oleksiïvs'ka.

## Storia
La stazione di Peremoha venne attivata il 25 agosto 2016, contemporaneamente al prolungamento dal vecchio capolinea di Oleksiïvs'ka della linea Oleksiïvs'ka.

## Strutture e impianti
Si tratta di una stazione sotterranea, con due binari – uno per ogni senso di marcia – serviti da una banchina ad isola.

## Interscambi
- Fermata tram (linee 7 e 20) [4]